# В буремній сліпоті пристрастей
«В буремній сліпоти пристрастей» (1915) — німий художній фантастичний фільм Чеслава Сабінського. Вийшов на екрани 19 січня 1916 року. Фільм не зберігся.

## Сюжет
Головний герой, закоханий в одружену жінку, намагається вбити її чоловіка, але помилково вбиває свого брата. Привид вбитого брата почав відвідувати вбивцю. Вбивця став алкоголіком, допився до білої гарячки, впав з другого поверху, і так нещасливо, що розбився на смерть.

## Критика
Оглядач «Проектора» відзначив акторську гру («Мозжухін створив яскравий художній образ неврастеніка — неохайного, що стоїть на межі ідіотизму, у якого єдина колишня пристрасть — кохання до жінки — прийняла форму розумового помішення»), розкритикував сценарій картини («замість нормальних людських пристрастей п'єса дає нам їх клінічну форму»), однак у цілому назвав фільм «цілком прийнятним», а постановку — бездоганною, вказавши, що гра Мозжухіна спокутує деякі слабкі сторони картини («відсутність руху в першому акті, нудні сцени репетиції та ін.»).

## Художні особливості
Явище примари досягалося застосуванням подвійної експозиції.

## Цікаві факти
Сценарій фільму був написаний спеціально для того, щоб дати можливість Мозжухіну продемонструвати клінічну картину наростаючого божевілля.